# Бюст-паметник на Любен Каравелов (Копривщица)
Бюст-паметникът на Любен Каравелов се намира в двора едноименната къща-музей в Копривщица.
Бюст-паметникът е изработен по проект на Петър Балабанов през 1956 г. и е поставен в двора на родния дом на революционера. Състои се от пиедестал изработен от Атанас Юруков и бюст с размери 130/100/50 см.
Тази къща е родният дом на Любен и Петко Каравелови. В големия, сенчест двор със старата круша, засадена чрез присаждане от Любен Каравелов, са построени три сгради – зимна и лятна къщи и стопанска постройка. Наричана е в'къщи и е ползвана освен като кухня и за помещение за производство на луканки и други местни специалитети, с които е търгувал бащата Стойчо Каравелов.